# Renata Gil
Renata Gil, z d. Kozioł (ur. 27 stycznia 1971 w Krakowie) – polska siatkarka, medalistka mistrzostw Polski, reprezentantka Polski.

## Życiorys
Wychowanka TS Wisła Kraków, zdobyła z tym zespołem brąz (1988) i srebro (1990) mistrzostw Polski. W 1992 przeniosła się do BKS Stal Bielsko-Biała i została kolejno brązową medalistka mistrzostw Polski (1993) i dwukrotnie wicemistrzynią Polski (1994, 1995). Kontynuowała karierę jeszcze ponad 10 lat, ale bez medalowych sukcesów ligowych. Po sezonie 1994/1995 została zawodniczką Kolejarza Katowice, w którym występowała do 1999. W sezonie 1999/2000 grała w Pałacu Bydgoszcz, następnie w Dalinie Myślenice, MKS Dąbrowa Górnicza i AZS KSZO Ostrowiec Świętokrzyski (2005/2006). W tym ostatnim klubie zakończyła karierę.
W 1999 została wicemistrzynią Polski w siatkówce plażowej w parze z Iwoną Hołowacz.
Z reprezentacją Polski juniorek wystąpiła na mistrzostwach Europy w 1990, zajmując 8. miejsce. W reprezentacji Polski seniorek zagrała 58 razy, pierwszy raz w towarzyskim spotkaniu ze Szwajcarią (25 kwietnia 1991), ostatni w meczu mistrzostw Europy w 1999 z Bułgarią (29 września 1999). Mistrzostwa Europy w 1999 były jej jedyną oficjalną imprezą seniorską w karierze (zajęła z drużyną 8 m.).